# Hassane Idbassaïd
Hassane Idbassaïd is een Marokkaanse zanger en schrijver (geboren in 1967 te Tiznit, in het zuiden van Marokko). 

## Discografie
- Chahwa 2006
- litchine
- hommage à Raïss : Saïd Achtouk
- Siyh a tawnza
- Hommage à Haj Belaïd
- Gnawa : Samaoui
- Hommage au grand artiste Ahmed Amentag
- Chahwa - (op de website of de Fnac)